# Henryk Dutkiewicz
Henryk Dutkiewicz (ur. 13 maja 1925, zm. 26 czerwca 2002) – polski działacz katolicki, prezes Klubu Inteligencji Katolickiej w Katowicach, socjolog i prawnik.

## Życiorys
W 1956 był członkiem komitetu założycielskiego Klubu Inteligencji Katolickiej w Katowicach, któremu jednak władze państwowe odmówiły rejestracji. W 1980 uczestniczył w kolejnej inicjatywie założycielskiej Klubu, tym razem zarejestrowanego w lutym 1981, i wszedł w skład jego zarządu działającego do zawieszenia klubu po ogłoszeniu stanu wojennego w grudniu 1981. W marcu 1982 został członkiem Biskupiego Komitetu Pomocy Uwięzionym i Internowanym. Po reaktywacji KIK-u w 1983 został przewodniczącym sekcji nauki społecznej Kościoła, a od grudnia 1984 do stycznia 1989 (przez dwie kadencje) był jego prezesem. W latach 1986–1989 był członkiem Prymasowskiej Rady Społecznej, w 1988 wszedł w skład Komitetu Obywatelskiego przy Przewodniczącym NSZZ „Solidarność” Lechu Wałęsie. W 1999 został honorowym członkiem KIK-u katowickiego.
W 1951 ukończył studia socjologiczne na Uniwersytecie Wrocławskim. Następnie pracował w Śląskim Instytucie Naukowym, w którym m.in. kierował Pracownią Badań nad Kulturą Współczesną, a także jako radca prawny w Kopalni "Wujek" w Katowicach. Doktoryzował się z socjologii pod kierunkiem Pawła Rybickiego. Był współzałożycielem i wieloletnim członkiem zarządu Oddziału Katowickiego Polskiego Towarzystwa Socjologicznego powstałego w 1968, wcześniej, od 1963 był członkiem oddziału krakowskiego PTS.